# Aquilegia einseleana
Aquilegia einseleana (F.W. Schultz, 1848), comunemente nota come aquilegia di Einsele, è una pianta appartenente alla famiglia delle Ranunculaceae, diffusa sulle Alpi Centrali ed Orientali.

## Etimologia
L'origine del nome del genere (aquilegia) non è chiaro. Clarici (un botanico del 1700) scriveva che alcuni vedevano in tale nome il Fior di Giove di Teofrasto; altri lo identificavano nell'Isofiro di Dioscoride. È innegabile comunque che questa pianta ha avuto tanti nomi diversi come Celidonia silvestre; da altri fu chiamata Colombina vedendo una certa similitudine col rostro del colombo; c'è poi il nome (ancora in uso in certe zone) di Amor perfetto; il nome attuale potrebbe derivare da Aquilegium (raccoglitore d'acqua) come anche da aquilina (piccola aquila) a somiglianza dei rostri dell'aquila.

Resta comunque il fatto che il primo ad usare tale nome sia stato il Tragus (altro botanico del 1600), e quindi il Tournefort (Joseph Pitton de Tournefort 1656 - 1708, botanico francese) e definitivamente Linneo che nel 1735 sistemò il genere nella sua Polyandria pentagyna.
L'epiteto specifico è stato invece scelto in onore del naturalista Einsele.

## Descrizione
La forma biologica della pianta è emicriptofita scaposa: pianta perennante per mezzo di gemme adagiate sul terreno (emicriptofita) e con fusto dritto privo di foglie cauline (scaposa). È una pianta erbacea perenne, alta 20 – 40 cm (la più piccola fra le varie specie del genere Aquilegia) con fiori blu scuro (quasi violetti).
Radici
Le radici sono formate dal rizoma sotterraneo ad andamento orizzontale.
Fusto
La parte ipogea del fusto è orizzontale, non molto grosso ma fibroso e legnosetto; lo sviluppo nel terreno è a carattere strisciante. Il rizoma  termina in una rosetta basale di foglie.

La parte epigea è eretta, ascendente, sottile e pubescente.
Foglie
Le foglie sono in prevalenza tutte basali dal rizoma. Sono picciolate e composte con lamina principale divisa in tre segmenti o lobi (si dice che è una foglia imparipennata); a sua volta ogni segmento (fogliolina) è diviso in tre lobi più piccoli dal contorno flabellato.
Le foglie cauline (se presenti) sono ridotte a lacinie lineari.
Infiorescenza
L'infiorescenza del tipo pauciflora è formata da 1-3 (raramente fino a 8) fiori su peduncoli incurvati.
Fiori
I fiori sono strutturati in più piani simmetrici (fiori attinomorfi) con petali separati (dialipetali). La parte esterna consiste in un verticillo formato da 5 tepali petaloidi di forma spatolata. Quella interna è composta da 5 nettari  petaloidi di colore azzurro - violetto con 5 carpelli (pistilli) liberi. Gli stami sono all'incontrario numerosissimi (più di 50). I petali interni inoltre hanno uno sperone dritto (o lievemente curvo). L'ovario è apocarpico.

Fiorisce da giugno a luglio.

Impollinazione: tramite insetti. A questo riguardo il nettare è secreto solo nella porzione inferiore del cornetto, le cui misure corrispondono esattamente a quelle dell'insetto pronubo, un calabrone.
Frutti
I frutti sono un aggregato di follicoli.

## Distribuzione e habitat
Questa specie è diffusa nella parte centro-orientale della catena alpina, pertanto la si può trovare nei paesi di Italia, Germania, Austria e Slovenia.
In Italia in particolare si trova nei pascoli rocciosi, fra le rupi, sui macereti (sfasciumi di roccia), greti torrentizi, su calcare o roccia dolomia ad una altitudine variabile fra i 600 e 2300 m s.l.m.

## Tassonomia
Al genere Aquilegia appartengono circa 130 specie (una decina sono originarie europee, mentre una trentina appartengono alla flora spontanea indigena dell'America; le altre sono asiatiche e in parte africane).
Specie simili :
- A. alpina - Aquilegia delle Alpi: si differenzia soprattutto per le dimensioni più grandi del fiore sempre di colore blu-violetto.

## Usi

### Farmacia
In medicina popolare si impiegano le foglie per ricavarne degli infusi con proprietà diaforetiche e diuretiche. In erboristeria vengono usati i semi. L'uso di tale pianta in medicina è però controversa: lo stesso Linneo informa che si sono avuti casi mortali con l'uso di essa. Problema abbastanza comune fra le specie della famiglia delle Ranunculaceae, piante generalmente tossiche per l'uomo.

## Galleria d'immagini

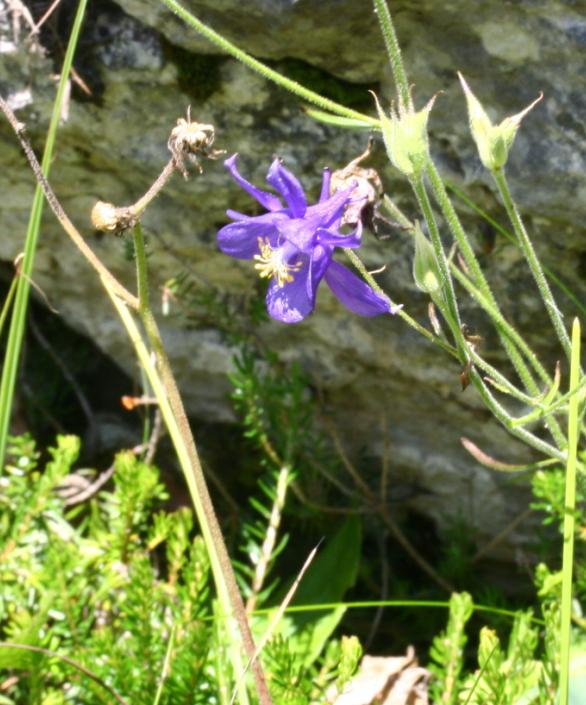
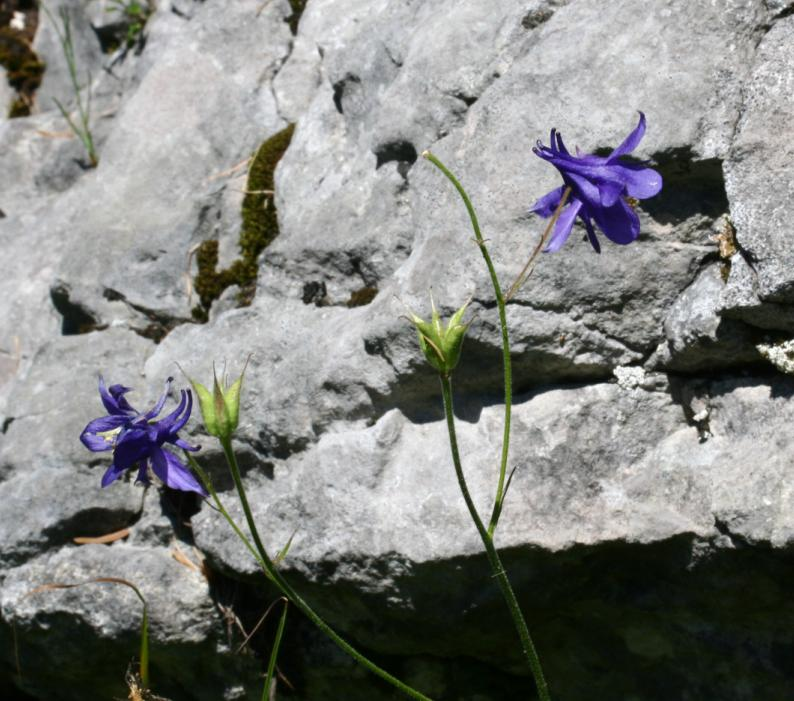
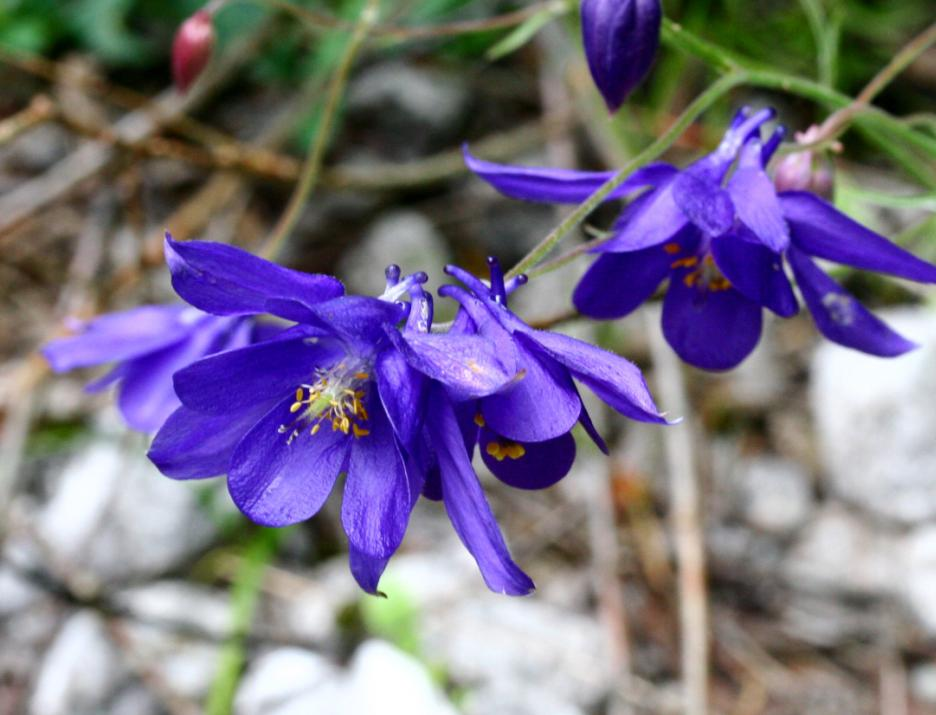
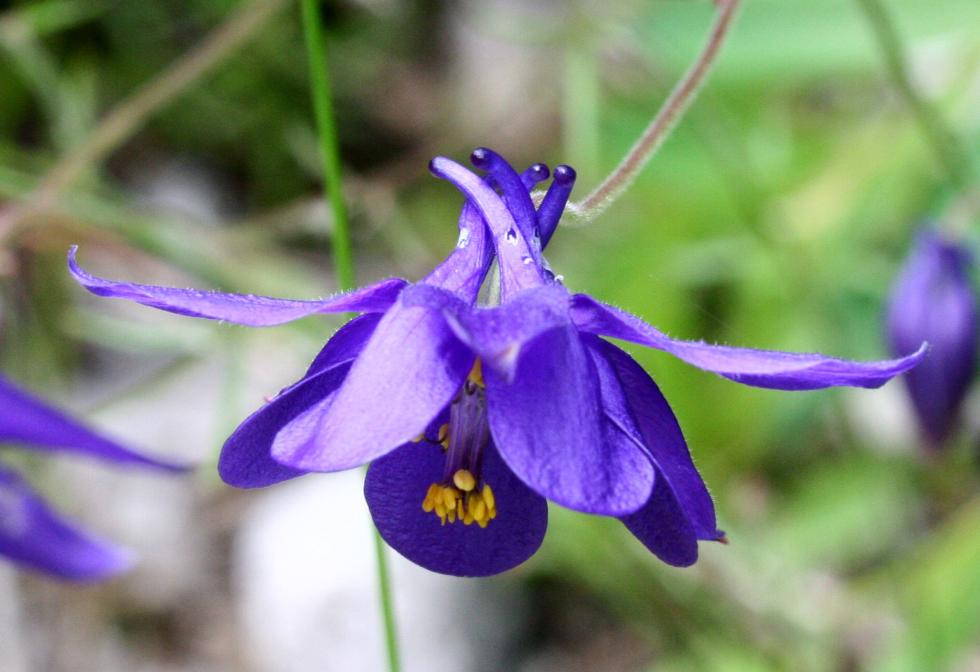
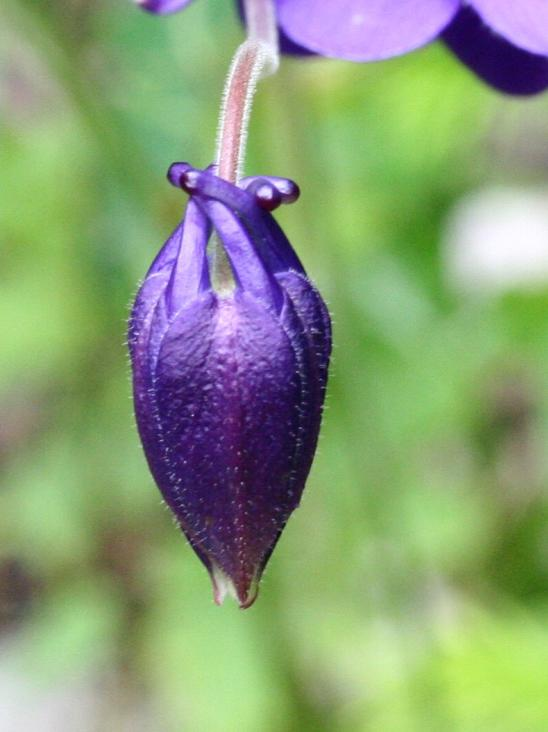
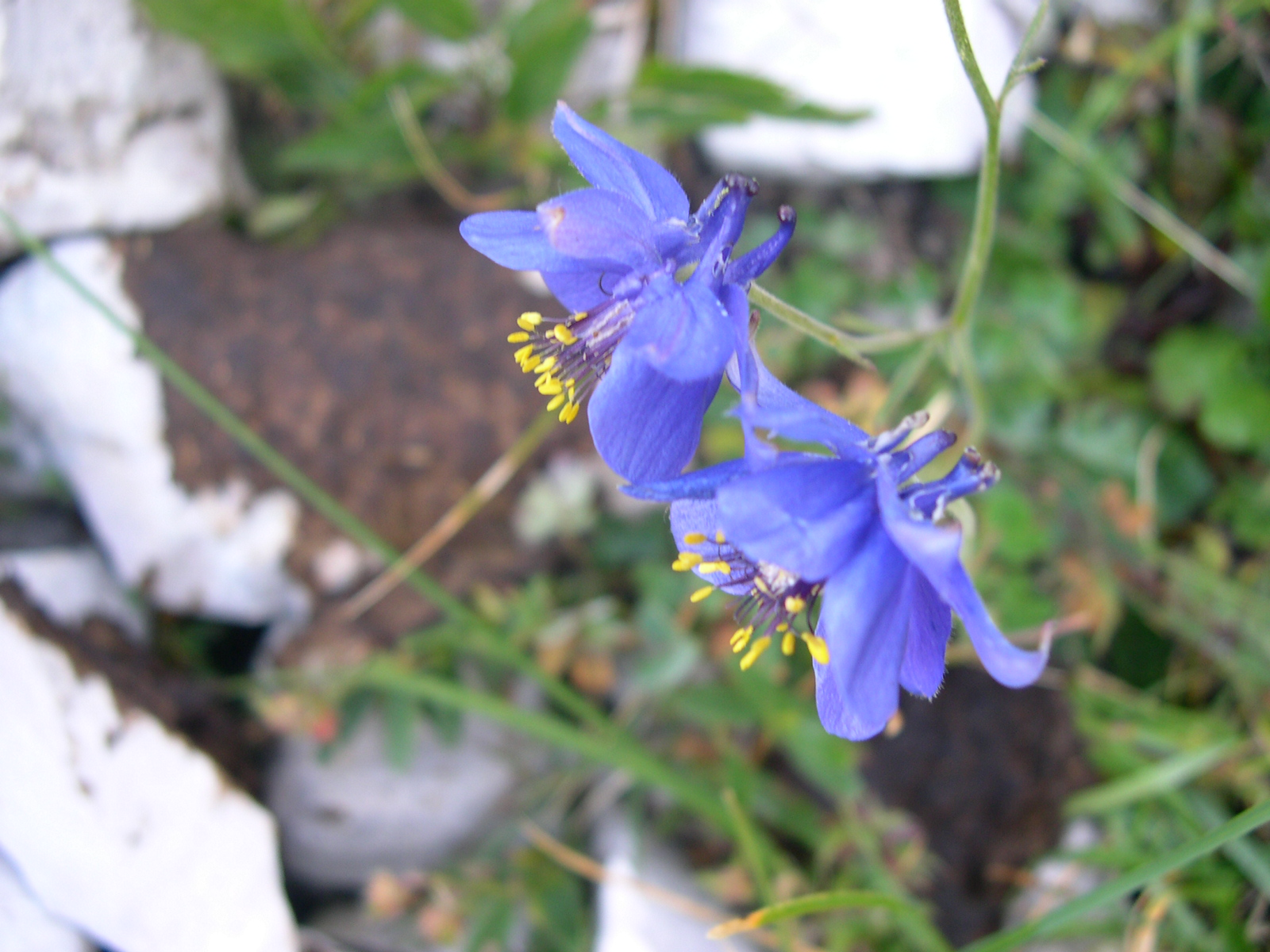